# Olympische Sommerspiele 2000/Teilnehmer (Ghana)
| Gelbes Symbol für Goldmedaillen mit stilisierten Olympischen Ringen | Graues Symbol für Silbermedaillen mit stilisierten Olympischen Ringen | Braundes Symbol für Bronzemedaillen mit stilisierten Olympischen Ringen |
| ------------------------------------------------------------------- | --------------------------------------------------------------------- | ----------------------------------------------------------------------- |
| —                                                                   | —                                                                     | —                                                                       |

Ghana nahm an den Olympischen Sommerspielen 2000 in der australischen Metropole Sydney mit 22 Athleten, 6 Frauen und 16 Männer, an 13 Wettbewerben in zwei Sportarten teil.
Für das afrikanische Land war es seit 1952 die zehnte Teilnahme an Olympischen Sommerspielen.

## Flaggenträger
Der Leichtathlet Kennedy Osei trug die Flagge Ghanas während der Eröffnungsfeier im Stadium Australia.

## Teilnehmer nach Sportarten

### Boxen

#### Männer
- Charles Adamu
Halbschwergewicht: 9. Platz
- Ray Narh
Leichtgewicht: 9. Platz
- Ben Neequaye
Halbweltergewicht: 9. Platz
- Osumanu Adama
Halbmittelgewicht: 17. Platz

### Leichtathletik

#### Frauen
Mavis Akoto
- 4 × 100 m Staffel: Halbfinale

Vida Anim
- 4 × 100 m Staffel: Halbfinale

Veronica Bawuah
- 4 × 100 m Staffel: Halbfinale

Vida Nsiah
- 100 m: Halbfinale
4 × 100 m Staffel: Halbfinale

Monica Twum
- 100 m: Viertelfinale
200 m: Erste Runde
4 × 100 m Staffel: Halbfinale

Hellena Wrappah
- 200 m: Erste Runde

#### Männer
- Daniel Adomako
4 × 400 m Staffel: Erste Runde
- Albert Agyemang
200 m: Erste Runde
- Kenneth Andam
4 × 100 m Staffel: Erste Runde
- Mark Awere
Weitsprung: 34. Platz in der Qualifikation
- Tanko Braimah
200 m: Erste Runde
- Abu Duah
4 × 400 m Staffel: Erste Runde
- Nathaniel Martey
4 × 400 m Staffel: Erste Runde
- Daniel Mensah Kwei
4 × 400 m Staffel: Erste Runde
- Leo Myles-Mills
100 m: Halbfinale
4 × 100 m Staffel: Erste Runde
- Christian Nsiah
100 m: Erste Runde
4 × 100 m Staffel: Erste Runde
- Andrew Owusu
Dreisprung: 38. Platz in der Qualifikation
- Abdul Aziz Zakari
100 m: Finale
4 × 100 m Staffel: Erste Runde